# جو إم. رودجرز
جو إم. رودجرز (بالإنجليزية: Joe M. Rodgers)‏ هو دبلوماسي وشخصية أعمال أمريكي، ولد في 12 نوفمبر 1933 في باي مينيتي في الولايات المتحدة، وتوفي في 2 فبراير 2009 في ناشفيل في الولايات المتحدة بسبب سرطان.

## وصلات خارجية
- جو إم. رودجرز على موقع إن إن دي بي (الإنجليزية)